# Engstligetunnel
Der Engstligetunnel ist ein 2,6 km langer Tunnel im Schweizer Kanton Bern auf der Nordzufahrt zum Lötschberg-Basistunnel (LBT) im Verlauf der Lötschbergachse der Neuen Eisenbahn-Alpentransversale.
Der Tunnel dient der Umfahrung von Frutigen. Sein Nordportal liegt etwa 1,3 km nach der Abzweigung der Strecke durch den LBT von der Lötschberg-Bergstrecke, zwischen der Bergstrecke und der Kander. Der Tunnel kürzt die Linienführung der Bergstrecke ab, unterquert kurz vor dem Bahnhof Frutigen die Engstlige und danach den Bahnhof. Das Südportal befindet sich bei der Interventionsstelle Tellenfeld unmittelbar südlich des Bahnhofs Frutigen.
Der Tagebautunnel wurde in Deckelbauweise erstellt. Er ist für zwei Gleise vorgesehen, wird aber vorerst nur von einem Gleis benutzt. Dieses liegt in der Oströhre, die durch eine Mittelwand von der gleislosen Weströhre getrennt ist.